# Іванівка (Ніжинський район)
Іва́нівка — село в Україні, у Борзнянській міській громаді Ніжинського району Чернігівської області. Розташоване неподалік автошляху М02E101 Кіпті-Глухів. До 2018 разом із хутором Суховидка, котрий виключений з облікових даних як населений пункт, позаяк незаселений, входив до складу Миколаївської сільської ради. Був значним промисловим і сільськогосподарським центром колишнього Борзнянського району.

## Історія
12 червня 2020 року, відповідно до розпорядження Кабінету Міністрів України № 730-р «Про визначення адміністративних центрів та затвердження територій територіальних громад Чернігівської області», село увійшло до складу Борзнянської міської громади.
19 липня 2020 року, в результаті адміністративно-територіальної реформи та ліквідації Борзнянського району, увійшло до складу Ніжинського району Чернігівської області.

## Господарство
В селі два великі роботодавці: ДП ДГ «Іванівка», що спеціалізується на виробництві сільськогосподарської продукції та ДП «Шабалинівський спиртзавод», який, станом на 2011 р. на межі банкрутства.
В процесі реформ у с-г в селі працює досить значна частина приватних фермерів.
ДП ДГ «Іванівка» належать автопарк, тракторна майстерня, 1 тваринницька та 1 свиноферми, офіс, їдальня, тік.

## Населення

### Мова
Розподіл населення за рідною мовою за даними перепису 2001 року:
| Мова       | Відсоток |
| ---------- | -------- |
| українська | 97,89%   |
| російська  | 2,11%    |

## Інфраструктура
У селі є будинок культури, медпункт, бібліотека, пошта, стадіон, кілька магазинів, два парки.

## Транспорт
Село має автобусне сполучення із Черніговом, Борзною та Батурином.

## Свята
У селі серед іншого святкують День сільського господарства[джерело?].